# Reinsdorf (Saxe)
Pour les articles homonymes, voir Reinsdorf.
Reinsdorf est une commune de Saxe (Allemagne), située dans l'arrondissement de Zwickau, dans le district de Chemnitz.

## Jumelage
- Münster (Hessen) (Allemagne)[1]